# FIVB World Grand Champions Cup mannen 2013
De FIVB World Grand Champions Cup mannen 2013 is de zesde editie van de FIVB World Grand Champions Cup. Het zal worden gehouden van 19 november 2013 tot en met 24 november 2013 in Japan.

## Teams
| Team             | Gekwalificeerd als                                           |
| ---------------- | ------------------------------------------------------------ |
| Japan            | Gastland                                                     |
| Iran             | Winnaar Aziatisch kampioenschap volleybal mannen 2013        |
| Verenigde Staten | Winnaar Noord-Amerikaans kampioenschap volleybal mannen 2013 |
| Brazilië         | Winnaar Zuid-Amerikaans kampioenschap volleybal mannen 2013  |
| Rusland          | Winnaar EK Volleybal 2013                                    |
| nnb              | Wild Card                                                    |

### Groepsfase
|      |                  |     | Wedstrijden | Wedstrijden | Sets | Sets | Sets |
| Rank | Team             | Pts | W           | L           | W    | L    |      |
| ---- | ---------------- | --- | ----------- | ----------- | ---- | ---- | ---- |
| 1    | Brazilië         | 0   | 0           | 0           | 0    | 0    |      |
| 2    | Japan            | 0   | 0           | 0           | 0    | 0    |      |
| 3    | Rusland          | 0   | 0           | 0           | 0    | 0    |      |
| 4    | Verenigde Staten | 0   | 0           | 0           | 0    | 0    |      |
| 5    | nnb              | 0   | 0           | 0           | 0    | 0    |      |
| 6    | nnb              | 0   | 0           | 0           | 0    | 0    |      |

## Programma

### Wedstrijden inNagoya
| Datum  |  | Score |  | Set 1 | Set 2 | Set 3 | Set 4 | Set 5 | Totaal |
| ------ |  | ----- |  | ----- | ----- | ----- | ----- | ----- | ------ |
| 19 nov |  | -     |  |       |       |       |       |       |        |
| 19 nov |  |       |  |       |       |       |       |       |        |
| 19 nov |  | -     |  |       |       |       |       |       |        |
| 20 nov |  | -     |  |       |       |       |       |       |        |
| 20 nov |  | -     |  |       |       |       |       |       |        |
| 20 nov |  | -     |  |       |       |       |       |       |        |

### Wedstrijden inTokio
| Datum  |  | Score |  | Set 1 | Set 2 | Set 3 | Set 4 | Set 5 | Totaal |
| ------ |  | ----- |  | ----- | ----- | ----- | ----- | ----- | ------ |
| 22 nov |  | -     |  |       |       |       |       |       |        |
| 22 nov |  | -     |  |       |       |       |       |       |        |
| 22 nov |  | -     |  |       |       |       |       |       |        |
| 23 nov |  | -     |  |       |       |       |       |       |        |
| 23 nov |  | -     |  |       |       |       |       |       |        |
| 23 nov |  | -     |  |       |       |       |       |       |        |
| 24 nov |  | -     |  |       |       |       |       |       |        |
| 24 nov |  | -     |  |       |       |       |       |       |        |
| 24 nov |  | -     |  |       |       |       |       |       |        |